# Тимошенко Микола Миколайович
Микола Миколайович Тимошенко (20 жовтня 1941, Харків) — радянський футболіст, що грав на позиції захисника і півзахисника. Відомий за виступами у складі харківського «Авангарда», сімферопольської «Таврії», та запорізького «Металурга» у другій групі класу «А», у складі якого він став чемпіоном УРСР, та пізніше зіграв більше 100 матчів за клуб у першій лізі. Після закінчення виступів на футбольних полях — футбольний тренер.

## Клубна кар'єра
Микола Тимошенко розпочав виступи на футбольних полях у команді «Торпедо» з Харкова у 1959 році. У 1960—1962 роках знаходився у складі команди вищого радянського дивізіону «Авангард» з Харкова, проте грав виключно за дублюючий склад. У 1963 році знову грав за харківське «Торпедо» в класі «Б». У 1964 році повернувся до харківського «Авангарда», який на той час вибув до другої групи класу «А», та грав уже в основному складі команди до кінця сезону 1966 року. У 1967 році Тимошенко, разом із досвідченими футболістами Анатолієм Аляб'євим та Юрієм Зубковим, одним із кращих бомбардирів владимирського «Трактора» Володимиром Даниловим, а також молодим Володимиром Григор'євим, став гравцем іншої команди другої групи класу «А» «Таврії» з Сімферополя. У сімферопольській команді футболіст з Харкова зіграв за два роки 60 матчів, і з 1969 року став гравцем команди другої групи класу «А» «Металург» із Запоріжжя. Наступного року разом із командою стає переможцем чемпіонату УРСР, і з 1971 до 1973 року грав у складі «Металурга» вже в першій лізі, де провів понад 100 матчів. Після кількарічної перерви у 1978 році грав у складі сумського «Фрунзенця» у другій лізі. У 1989—1990 роках працював у харківському «Маяку», спочатку начальником команди, а пізніше головним тренером.

## Досягнення
- Переможець чемпіонату УРСР з футболу 1970.